# Magnetický moment
Magnetický moment je vektorová fyzikální veličina charakterizující magnetické vlastnosti zdrojů magnetického pole dipólového charakteru – elementárních částic, atomů, zmagnetovaných těles, ale i soustav vodičů tvořících smyčku protékanou elektrickým proudem.
Velikost magnetického momentu se rovná podílu maximálního momentu dvojice sil (točivého momentu) působícího v homogenním magnetickém poli na objekt s magnetickým momentem a magnetické indukce nebo intenzity tohoto pole. Podle toho se rozlišují i dvě podobné veličiny charakterizující magnetický moment – magnetický plošný (Ampérův) moment a magnetický dipólový (Coulombův) moment.

## Magnetický plošný (Ampérův) moment
Magnetický plošný moment, též Ampérův magnetický moment či zastarale elektromagnetický moment je vektorová veličina, jejíž vektorový součin s magnetickou indukcí homogenního magnetického pole se rovná momentu dvojice sil (točivému momentu) působícímu v poli na objekt s magnetickým momentem.

### Značení, jednotka, definiční vztah
- doporučené značení: m, dříve též mA[1][2]
- hlavní jednotka SI: ampér čtverečný metr (A·m2)
- definiční vztah:[1]

{\displaystyle {\boldsymbol {m}}\times {\boldsymbol {B}}={\boldsymbol {D}}}, kde {\displaystyle {\boldsymbol {B}}\,} značí magnetickou indukci a {\displaystyle {\boldsymbol {D}}\,} moment dvojice sil

### Magnetický moment vodičů s proudem
Magnetický plošný moment rovinné vodivé smyčky o plošném obsahu S protékané stálým elektrickým proudem I je roven součinu plochy a proudu a orientovaný ve směru normály plochy podle Ampérova pravidla pravé ruky:
{\displaystyle {\boldsymbol {m}}=I{\boldsymbol {S}}\,}
Odtud pochází i název „plošný“ moment.
Magnetický plošný moment solenoidu s N závity je pak analogicky:
{\displaystyle {\boldsymbol {m}}=NI{\boldsymbol {S}}\,}
Není-li smyčka rovinná, pak je potřeba integrovat přes všechny body smyčky:
{\displaystyle {\boldsymbol {m}}={\frac {I}{2}}\int _{\circlearrowleft }{\boldsymbol {r}}\times {\rm {d}}{\boldsymbol {r}}}
V obecném případě, kdy je ustálený elektrický proud v soustavě vodičů rozložen s proudovou hustotou {\displaystyle \mathbf {i} \,}, je magnetický moment této soustavy roven:
{\displaystyle {\boldsymbol {m}}={\frac {1}{2}}\int _{V}{\boldsymbol {r}}\times {\boldsymbol {i}}\,{\rm {d}}V.}

### Vztah k magnetizaci
Magnetizace {\displaystyle {\boldsymbol {M}}\,} je objemová hustota rozložení magnetického plošného momentu magnetika:
{\displaystyle {\boldsymbol {m}}=\int _{V}{\boldsymbol {M}}\mathrm {d} V}, kde {\displaystyle V\,} je objem
V homogenně zmagnetovaném magnetiku je dána podílem sumárního magnetického plošného momentu v daném objemu (tedy součtu magnetických momentů jednotlivých částic {\displaystyle {\boldsymbol {\mu }}_{i}\,}) a tohoto objemu:
{\displaystyle {\boldsymbol {M}}={\frac {\boldsymbol {m}}{V}}={\frac {\sum {\boldsymbol {\mu }}_{i}}{V}}}.

## Magnetický dipólový (Coulombův) moment
Magnetický dipólový moment, též Coulombův magnetický moment je vektorová veličina, jejíž vektorový součin s intenzitou magnetického pole homogenního magnetického pole se rovná momentu dvojice sil (točivému momentu) působícímu v poli na objekt s magnetickým momentem.

### Značení, jednotka, definiční vztah
- doporučené značení: j, dříve též mC[1][2]
- hlavní jednotka SI: weber metr (Wb·m)
- definiční vztah:[1]

{\displaystyle {\boldsymbol {j}}=\mu _{0}{\boldsymbol {m}}}, kde {\displaystyle \mu _{0}\,} je permeabilita vakua

### Historická poznámka
Magnetický dipólový moment byl dříve definován jako součin magnetického množství na jednom pólu přímého tyčového magnetu a vzdálenosti obou jeho pólů, tedy analogicky k elektrickému dipólovému momentu. Protože (později překonaný) model magnetických množství analogických elektrickému náboji pochází od Coulomba, nazývá se magnetický dipólový moment též Coulombův.

### Vztah k magnetické polarizaci
Magnetická polarizace {\displaystyle {\boldsymbol {J}}\,} je objemová hustota rozložení magnetického dipólového (Coulombova) momentu magnetika:
{\displaystyle {\boldsymbol {j}}=\int _{V}{\boldsymbol {J}}\mathrm {d} V}
V homogenně zmagnetovaném magnetiku je dána podílem sumárního magnetického dipólového momentu v daném objemu a tohoto objemu:
{\displaystyle {\boldsymbol {J}}={\frac {\boldsymbol {j}}{V}}}.

## Magnetický moment částice, jádra, atomu
Protože se u atomárních a subatomárních částic plně projevují kvantové vlastnosti mikrosvěta, je nutno magnetický moment částice, jádra či atomu definovat přesněji jako střední hodnotu složky magnetického plošného (Ampérova) momentu částice, jádra či atomu ve směru magnetického pole v kvantovém stavu s maximální hodnotou magnetického kvantového čísla.
Doporučené značení: μ, též μa (atomu), μj (jádra)

### Jednotky
Vedle jednotky A·m2 (udávané též jako J·T−1) se používá také jednotka eV·T−1 a specifické jednotky magnetického momentu odvozené ze základních fyzikálních konstant:
Bohrův magneton je přirozený jednotkový magnetický moment atomových systémů definovaný vztahem:
{\displaystyle \mu _{\mathrm {B} }={\frac {e\hbar }{2m_{\mathrm {e} }}}}, kde {\displaystyle e\,}, {\displaystyle \hbar } a {\displaystyle m_{\mathrm {e} }} značí elementární náboj, (modifikovanou) Planckovu konstantu a (klidovou) hmotnost elektronu
μB = 9,274 010 0657(29)×10−24 A·m2
Jaderný magneton je přirozený jednotkový magnetický moment atomových jader definovaný vztahem:
{\displaystyle \mu _{\mathrm {N} }={\frac {e\hbar }{2m_{\mathrm {p} }}}}, kde {\displaystyle m_{\mathrm {p} }} je (klidová) hmotnost protonu
μN = 5,050 783 7393(16)×10−27 A·m2
Jednotkový magnetický moment elementární částice je definován vztahem:
{\displaystyle \mu _{0\mathrm {i} }={\frac {e\hbar }{2m_{i}}}}, kde {\displaystyle m_{i}\,} je (klidová) hmotnost částice
Je tedy jednotkový magnetický moment elektronu (a pozitronu) roven Bohrovu magnetonu a jednotkový magnetický moment protonu (a antiprotonu) magnetonu jadernému.

### Vztah k vnitřnímu momentu hybnosti částice
Magnetický moment částice je i podle jednoduchého klasického (nekvantového) modelu přímo úměrný celkovém momentu hybnosti. Ten je v kvantovém případě dán součinem kvantového čísla jejího celkového momentu hybnosti J a (redukované) Planckovy konstanty ħ. Tato úměrnost se charakterizuje buď pomocí gyromagnetického poměru nebo (pouze u elektronu, atomu nebo u nukleonu a atomového jádra) pomocí tzv. činitele g.
Gyromagnetický poměr částice, jádra, atomu je poměr magnetického momentu a celkového momentu hybnosti.
- doporučené značení: γ
- jednotka: A·m2·J−1·s−1, zapisovaná i jako s−1·T−1
- definiční vztah:[pozn. 3]

{\displaystyle \mu =\gamma J\hbar }
Činitel g atomu nebo elektronu je bezrozměrný koeficient g v definičním vztahu:
{\displaystyle \mu =gJ\mu _{\mathrm {B} }}
Činitel g jádra nebo nukleonu je bezrozměrný koeficient v definičním vztahu:
{\displaystyle \mu =gJ\mu _{\mathrm {N} }}
Činitel g tak udává poměr magnetického momentu částice k jí přirozenému jednotkovému magnetickému momentu, násobený převrácenou hodnotou kvantového čísla jejího celkového momentu hybnosti. Míra odlišnosti od této převrácené hodnoty tak charakterizuje i odlišnost mechanismu generování magnetického momentu od jednoduchého kvantově mechanického modelu rotující částice a výrazná odlišnost je dobrým indikátorem skryté vnitřní struktury částice (vnitřních interakcí).